# 室根バイパス
室根バイパス（むろねバイパス）は、岩手県一関市室根町折壁字梅木から同市の室根町矢越字大畑に至る国道284号のバイパス道路である。延長は約4.9キロメートル。東日本大震災の復興支援道路の一つ。本道路の開通により、一関市から沿岸部までの全区間が2車線道路となる。沿道には道の駅むろねが設置されている。

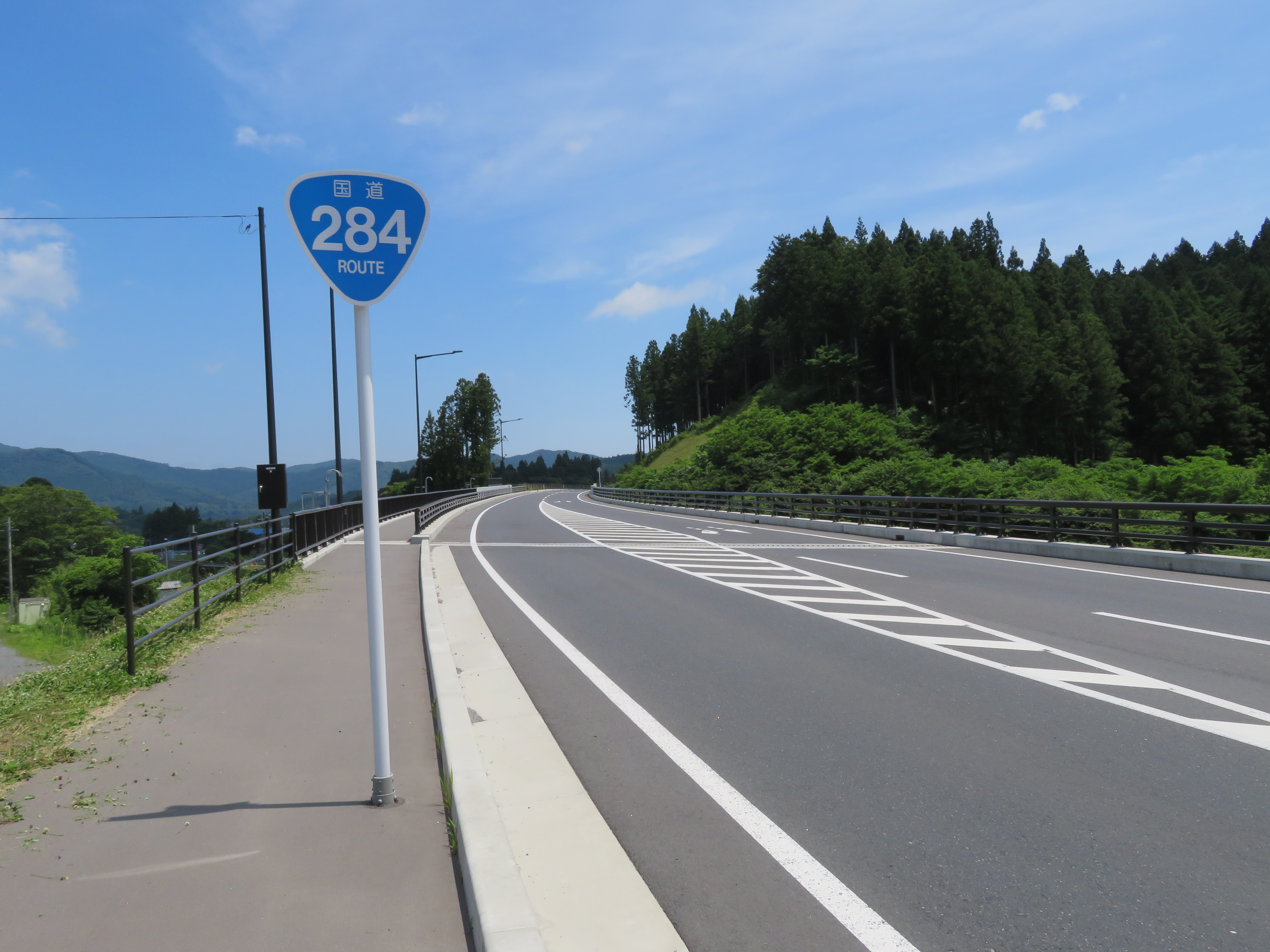
岩手県一関市室根町矢越字大畑付近

## 概要
幅員狭隘や線形不良区間が続き、大船渡線との立体交差部での車両高規制で大型車の往来が制限されるなど、かねてより国道284号のボトルネックとなっていた折壁駅周辺を迂回するバイパス道路。
- 起点 : 岩手県一関市室根町折壁字梅木15番1地先
- 終点 : 岩手県一関市室根町矢越字大畑170番3地先
- 全長 : 4,880 m
- 規格：第3種2級
- 設計速度：60 km/h
- 道路幅員：11.5 m
- 車道幅員：6.5 m、歩道2.5 m（一部歩道無し）
- 車線数：2車線
- 事業期間：平成21年度 - 平成30年度

## 沿革
2013年11月13日より本格着工し、2018年4月21日に開通した。今後は交通円滑化による地域発展や復興加速に資すると期待されている。